# Mebendazole

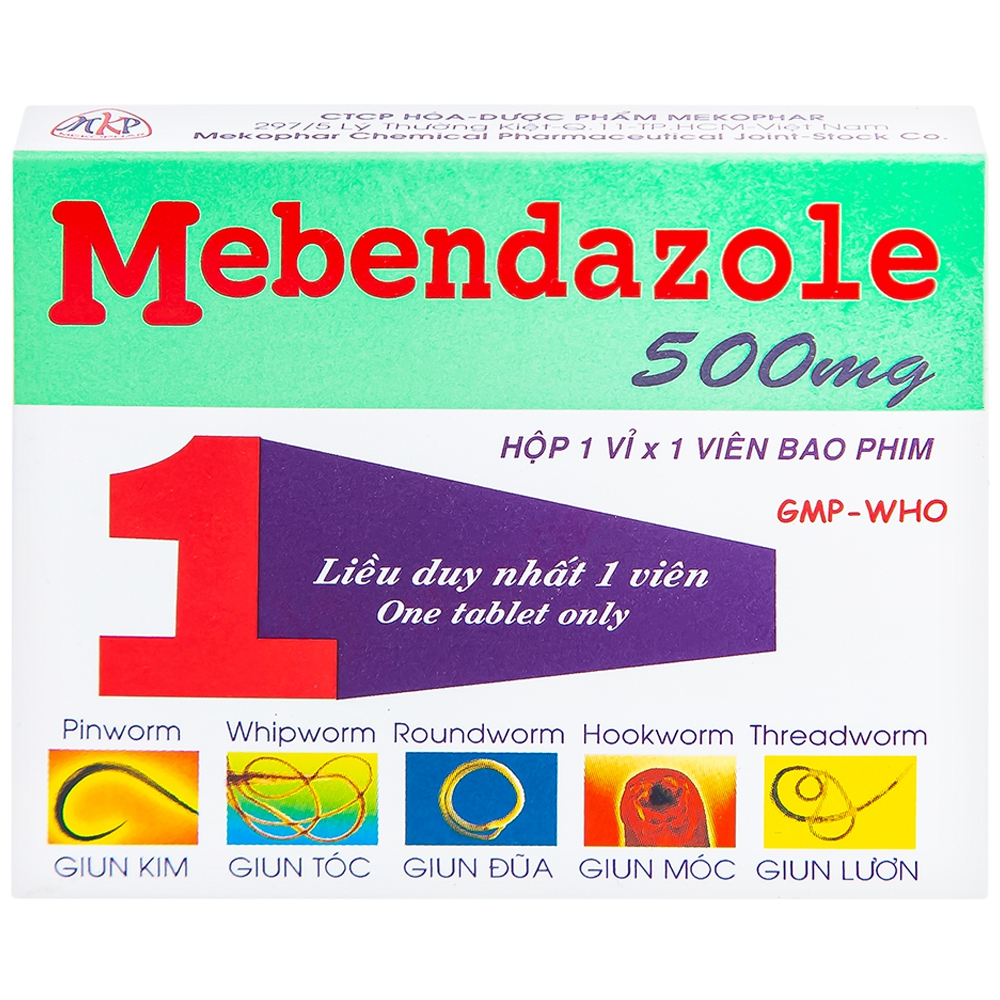
Mekophar

Mebendazole (MBZ) là một loại thuốc được sử dụng để điều trị một số bệnh nhiễm giun ký sinh bao gồm bệnh giun đũa chó, bệnh giun kim, nhiễm trùng giun móc, nhiễm giun guinea, bệnh hydatid và giardia.... Nó được đưa vào cơ thể bằng đường uống.
Mebendazol thường được cơ thể dung nạp tốt. Các tác dụng phụ thường gặp bao gồm đau đầu, ói mửa và ù tai. Nếu sử dụng với liều lượng lớn, nó có thể gây ức chế tủy xương. Vẫn chưa rõ liệu uống chất này có an toàn trong thai kỳ hay không. Mebendazol là một tác nhân kháng histamin phổ rộng của loại benzimidazole.
Mebendazole được đưa vào sử dụng vào năm 1971, sau khi nó được Janssen Pharmaceutica ở Bỉ phát triển. Nó nằm trong Danh sách các loại thuốc thiết yếu của Tổ chức Y tế Thế giới, các loại thuốc hiệu quả và an toàn nhất cần thiết trong một hệ thống y tế. Mebendazole có sẵn dưới dạng thuốc gốc. Chi phí bán buôn ở các nước đang phát triển là từ 0,004 đến 0,04 USD mỗi liều. Tại Hoa Kỳ một liều duy nhất là khoảng 4.40 USD tính đến năm 2016, trong khi ở Úc và Anh nó có giá khoảng 5 USD.

## Sử dụng trong y tế
Mebendazole là thuốc kháng ký sinh trùng đường ruột với phổ tương đối rộng, hiệu quả cao được chỉ định để điều trị nhiễm trùng giun tròn, bao gồm giun đũa, giun móc, giun sán, giun kim, và dạng giun sán đường ruột trước khi lây lan vào các mô ngoài đường tiêu hóa. Các loại thuốc khác được sử dụng để điều trị nhiễm trùng giun ngoài đường tiêu hóa, vì mebendazole được hấp thu vào máu kém. Mebendazole được sử dụng đơn độc ở những người bị nhiễm trùng nhẹ đến trung bình. Nó giết chết ký sinh trùng tương đối chậm, và ở những người bị nhiễm rất nặng, nó có thể làm một số ký sinh trùng di chuyển ra khỏi hệ tiêu hóa, dẫn đến viêm ruột thừa, các vấn đề về đường mật, hoặc thủng ruột. Để tránh điều này, bệnh nhân bị nhiễm khuẩn nặng có thể được điều trị bằng piperazine trước hoặc thay vì dùng mebendazole. Piperazine làm tê liệt ký sinh trùng, khiến chúng bị thải ra ngoài qua phân. Nó thỉnh thoảng cũng được sử dụng trong điều trị bệnh hydatid. Tuy nhiên, bằng chứng về hiệu quả điều trị của mebendazole cho căn bệnh này rất kém.